# ماثيو مكديرميد
ماثيو مكديرميد، الاسم الكامل ماثيو بوردي ماكديرميد (بالإنجليزية: Matthew Purdie McDiarmid)‏ (25 يونيو 1914 - 12 فبراير 1996) كان باحثًا أدبيًا وكاتب مقالات وأكاديميًا وشاعرًا في الحملات الانتخابية. كان عضوًا مؤسسًا لجمعية الدراسات الأدبية الاسكتلندية (1970) وأول رئيس لجمعية روبرت هنريسون التي ساعد أيضًا في تأسيسها عام 1993.

## المحرر الوظيفي
كان ماكديرميد أحد الأعضاء القياديين لجيل رائد من الأكاديميين الإسكتلنديين الذين عملوا وقاموا بحملات من أجل مكان مناسب للأدب الإسكتلندي في الجامعات الاسكتلندية. في بداية حياته المهنية، لم يكن لدى أي جامعة إسكتلندية أستاذ متخصص في الأدب الإسكتلندي. بحلول وقت وفاته، كان هناك ستة.
ولد ماكديرميد في بارهيد (اسكتلندا) غرب إسكتلندا وتلقى تعليمه في جامعة غلاسكوو كلية باليول بجامعة اوكسفورد بدأت مسيرته التدريسية بمنصب مساعد محاضر في اللغة الإنجليزية في جامعة أبردين عام 1939. وتوقف هذا في عام 1941 للخدمة العسكرية في الحرب العالمية الثانية كمصمم تشفير في شمال إفريقيا واستؤنف في أبردين في عام 1945.
لمدة اثني عشر عامًا (1952-1964) ، حاضر مكديرميد في جامعة الملكة (بلفاست) كان لتدريسه للأدب، بحساسيته للكتاب والتقاليد من جميع أنحاء الجزر البريطانية، تأثيرًا مهمًا على الشاعر الحائز على جائزة نوبل في المستقبل شيموس هيني ، أحد طلابه خلال تلك الفترة. عاد إلى جامعة أبردين عام 1964 حيث بقي فيها حتى تقاعده عام 1982.

## أعماله
قام ماكديرميد بتحرير النصوص الأساسية لجمعية النص الإسكتلندي: أعمال روبرت فيرغسون ، 1954-1956) وهاري والاس (مجلدين، 1968-1969) ، بالإضافة إلى إنتاج مقدمة عامة وملاحظات أدبية وتاريخية كاملة لـ ما هو الآن الإصدار الحديث الرئيسي لبروس بربور (ثلاثة مجلدات، 1980-1985). كما أنتج نسخة من كتاب السير ديفيد ليندسي «هجاء العقارات الثلاث» (1967) وكتب شروحًا عن عائلة ماكارس الإسكتلندية، ولا سيما روبرت هنريسون. التسجيلات الصوتية لتقييم الأدب الإسكتلندي في العصور الوسطى التي قام بها لأرشيف اسكتلندا موجودة أيضًا.
في سنوات تقاعده، أنتج ماثيو مكديرميد مجلدين من الشعر، ليس في أرضي (1984) وحكايات حب في اليابان المبكرة وأوائل إسكتلندا، وقصائد أخرى (1991).